# Livorno Ferraris
Livorno Ferraris est une commune de la province de Verceil dans le Piémont en Italie.

## Administration
| Période                                  | Période | Identité | Étiquette | Qualité |
| ---------------------------------------- | ------- | -------- | --------- | ------- |
|                                          |         |          |           |         |
| Les données manquantes sont à compléter. |         |          |           |         |

### Communes limitrophes
Bianzè, Cigliano, Crescentino, Fontanetto Po, Lamporo, Moncrivello, Saluggia, Trino

## Transport
La commune est traversée par la ligne de Turin à Milan, la Gare de Livorno-Ferraris est desservie par des trains Trenitalia